# Exserohilum gedarefense
Exserohilum gedarefense är en svampart som först beskrevs av El Shafie, och fick sitt nu gällande namn av Alcorn 1983. Exserohilum gedarefense ingår i släktet Exserohilum och familjen Pleosporaceae.   Inga underarter finns listade i Catalogue of Life.